# Topolšica
Topolšica este o localitate din comuna Šoštanj, Slovenia, cu o populație de 1.191 de locuitori.